# Günther von Kirchbach
Günther Emanuel Graf von Kirchbach (9 de agosto de 1850 - 6 de noviembre de 1925) fue un Generaloberst alemán quien sirvió durante la Primera Guerra Mundial.

## Biografía
Günther von Kirchbach nació en Érfurt en 1850, el hijo de Hugo von Kirchbach. Entró en el Éjercito prusiano en abril de 1868 como teniente segundo en el Regimiento de Fusileros de la Guardia y sirvió con este regimiento en la Guerra franco-prusiana en 1870. Contrajo matrimonio con Adda Freiin von Liliencron en 1883. Para 1899 Kirchbach había sido ascendido a Generalmajor. En 1903 fue promovido a Generalleutnant y en 1907 a General der Infanterie. De 1908 a 1911 fue oficial comandante del V Cuerpo, un mando que su padre había ejercido previamente durante la Guerra franco-prusiana. El último puesto que Kirchbach ejerció antes del estallido de la Primera Guerra Mundial fue el de Presidente del Tribunal Militar.
Con el estallido de la guerra en agosto de 1914, a Kirchbach se le dio el mando del X Cuerpo de Reserva que sirvió como parte del 2.º Ejército en el frente occidental. El 29 de agosto de 1914 Kirchbach fue herido en servicio activo y hospitalizado. Relevado del cargo debido a sus heridas, reanudó su anterior puesto de jefe del Tribunal Militar. En septiembre de 1916 recibió el mando del Cuerpo Landwehr. Se le dio el mando del Grupo de Ejércitos Woyrsch en noviembre de 1916. En abril de 1917 recibió el mando del Armee-Abteilung D. En diciembre de 1917 recibió el mando del 8.º Ejército luchando en los estados bálticos. En agosto de 1918 sucedió al Generalfeldmarschall Hermann von Eichhorn como comandantel del Heeresgruppe Kiew. Kirchbach sostuvo esta posición hasta el 5 de febrero de 1919, cuando fue retirado por el nuevo gobierno.